# Louis-Philippe-Reinhard Junker
Louis-Philippe-Reinhard Junker est un géodésien français né en 1750 à Hanau et mort à Toulouse le 2 janvier 1805. Il participe à la réalisation du tracé de la frontière entre l'Espagne et la France à la fin du XVIIIe siècle. Il est à l'origine de la première ascension connue du pic du Midi d'Ossau en 1790.

## Biographie
Né en 1751, Louis-Philippe-Reinhard Junker est officier au corps des ingénieurs-géographes des Camps et Armées lorsqu'il rejoint la Commission de délimitation de la frontière entre la France et l'Espagne en 1784. Junker passe pour être le premier à qui il est confié le soin d'employer le cercle répétiteur de Borda. Le 19 août 1790, il demande à plusieurs bergers béarnais d'installer un signal de triangulation au sommet du pic du Midi d'Ossau. Il s'agit de la première ascension connue du pic. Avec la Révolution française, Junker est versé dans la ligne en 1791, il devient alors officier d'état-major, chef de bataillon, il fait campagne en 1792-1793 dans les armées du Midi et des Pyrénées. Il stationne à Bayonne puis devient commandant de la place de Lyon en état de siège. Il décède en 1805.